# Adanita
|  | No s'ha de confondre amb l'adamita, un fosfat.. |

L'adanita és un mineral de la classe dels sulfats. Rep el nom en honor del col·leccionista/micromuntador sistemàtic de minerals Charles (Chuck) Adan (n. 1961) de Salt Lake City, Utah, EUA. El senyor Adan, antic president del Mineral Collectors of Utah de Salt Lake City, ha recollit per si mateix la major part de la seva rara col·lecció de minerals. És el descobridor de la pararaisaïta, la northstarita i l'adanita, proporcionant-ne els exemplars d’holotip per a les tres espècies.

## Característiques
L'adanita és un sulfat de fórmula química Pb₂(Te4+O₃)(SO₄). Va ser aprovada com a espècie vàlida per l'Associació Mineralògica Internacional l'any 2019. Cristal·litza en el sistema monoclínic. La seva duresa a l'escala de Mohs és 2,5. Químicament s'assembla a la northstarita, a la schieffelinita i, fins a cert punt, a l'eztlita.
Les mostres que van servir per a determinar l'espècie, el que es coneix com a material tipus, es troben conservades a les col·leccions mineralògiques del Museu d'Història Natural del Comtat de Los Angeles, a Los Angeles (Califòrnia) amb el número de catàleg: 67505, i al projecte RRUFF de la Universitat d'Arizona, també als Estats Units, amb el número de dipòsit: r190033.

## Formació i jaciments
Va ser descoberta als Estats Units, concretament a la mina North Star, situada a la localitat de Mammoth, dins el comtat de Juab (Utah), on es troba com a fulles en forma de falca, de fins a aproximadament 1 mm de longitud, fent intercreixements en cresta de gall. Aquesta mina estatunidenca és l'únic indret de tot el planeta on ha estat descrita aquesta espècie mineral.